# パク・ヨンスン
パク・ヨンスン（Pak Yung-sun、朝鮮語: 박영순、1956年8月22日 - 1987年7月14日）は、北朝鮮の元卓球選手。

## 経歴
1972年に北京で行われたアジアジュニア卓球選手権に出場。
1975年、1977年の世界選手権女子シングルスで連覇を達成した。
1975年3月17日、金日成と対面する。
1987年7月14日死去。30歳没。死後、平壌市の愛国烈士陵に埋葬されている。